# Independența (Galați)
Independența è un comune della Romania di 4 776 abitanti, ubicato nel distretto di Galați, nella regione storica della Moldavia.